# Коновалець Євген Михайлович
Євге́н (Евген) Мих́айлович Конова́лець (14 червня 1891, с. Зашків, Львівський повіт, Королівство Галичини та Володимирії, Австро-Угорщина, нині Жовківський район, Львівська область, Україна — 23 травня 1938, Роттердам, Нідерланди) — український державний, військовий та політичний діяч, полковник Армії УНР, командир Січових Стрільців, член Стрілецької Ради, командант Української військової організації, голова Проводу українських націоналістів (1927), засновник та перший голова Організації українських націоналістів (1929—1938), один із ідеологів українського націоналізму. Старший брат Мирона Коновальця.
Відповідно до українського законодавства може бути зарахований до борців за незалежність України у XX сторіччі.

## Життєпис
Народився 14 червня 1891 року в с. Зашків (нині Жовківський район, Львівська область, Україна, тоді Львівський повіт, Королівство Галичини та Володимирії, Австро-Угорщина) у вчительській родині. Предки Євгена були священниками, але батько, Михайло Коновалець, змінив духовну стезю на освітянську, ставши директором народної школи в рідному селі. Був онуком о. Михайла Коновальця (1824—4.3.1887, Зашків), який у 1858—1887 роках був парохом рідного села Євгена. Небіж парохів Страдча — о. Ореста, Малехова — о. Володимира Коновальців. Усі вони були активними в українському житті, намагалися нести людям просвіту та самоусвідомлення. Мама Марія, що походила з українського священничого роду Венгриновських, викладала в ній шиття, медицину та правила гігієни.
Закінчив трирічну народну школу в рідному селі. Повну початкову освіту здобув в українській чотирирічній початковій школі при учительській семінарії. У 1901—1909 роках навчався у Львівській академічній гімназії. 8 років у гімназії Є.Коновалець навчався в «Б» класі. З 1909-го вивчав право на правничому факультеті Львівського університету, паралельно пройшовши ще й повний курс історії України під керівництвом професора Михайла Грушевського.

### Початок громадської діяльності
Із студентських років вів активну громадсько-політичну діяльність. У 1910 брав участь у боротьбі студентства за український університет у Львові, під час якої від рук польського шовініста загинув Адам Коцко.

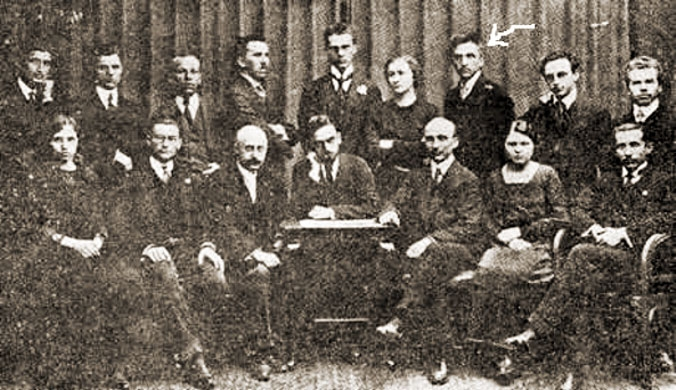
Головна Рада Студентського Союзу, 1912 р. Євген Коновалець — у першому ряду крайній справа.

З 1912 року — секретар львівської філії «Просвіти» і поширює просвітницьку роботу в рідному селі Зашкові та навколишніх селах, які тоді під впливом російської пропаганди стояли на москвофільських позиціях, тісно співпрацював з друкованим органом організації — місячником «Письмо з Просвіти», був членом «Академічної громади».
Від 1913-го, як один з лідерів українського студентського руху, обраний до складу головної управи Українського Студентського Союзу, де належав до національно-демократичної секції, пише статі у часописі «Молода Україна», який базувався на національно-патріотичних позиціях, інші видання. Незабаром став членом Української Національно-Демократичної Партії. У 1913 р. входив до «Тіснішого народного комітету» УНДП (голова Кость Левицький), на засіданнях якого провідні галицькі політики обговорювали і приймали рішення з найактуальніших питань українського політичного життя в Австро-Угорщині.
Найбільший вплив на молодого Коновальця мали один з розбудовників «Соколу» Іван Боберський, акт Мирослава Січинського та знайомство з наддніпрянською еміґрацією (особливо з Дмитром Донцовим).

### Війна і полон

Євген Коновалець з батьком. 1914—1915

2 серпня 1914 року, на початку Першої світової війни, мобілізований до австрійської армії у 19-й полк Крайової оборони (ландверу) Львова (нім. k.k. Landwehr Infanterie Regiment «Lemberg» Nr. 19). В червні 1915-го, під час боїв на Маківці, потрапив у російський полон. У 1915 — початку 1916-го перебував у таборі для військовополонених у Чорному Яру (між Царицином і Астраханню), а з кінця 1916 — у таборі в Царицині.
Після Лютневої революції в Російській імперії Коновалець разом з галицькими старшинами з табору в Дубовці (неподалік Царицина) Андрієм Мельником, Іваном Чмолою, Романом Сушком, Василем Кучабським, Михайлом Матчаком, Федем Черником розгорнули широку організаційну і пропагандистську роботу серед полонених-українців.
Приблизно наприкінці липня 1917 приїжджає до Києва. Появу у столиці починає зі вступу до Галицько-Буковинського комітету (ГБК) допомоги жертвам війни і популяризації в середовищі УЦР та УГВК ідеї створення окремої військової одиниці. Діяльність у місті проводить під псевдонімом Є. Блавацький. Уперше під своїм прізвищем згадується 28 грудня 1917 р. у протоколі засідання Галицько-Буковинського комітету.

### Формація Січових Стрільців
У жовтні-листопаді 1917 р. Коновалець спільно з Романом Дашкевичем та іншими членами ГБК сформували Галицько-буковинський курінь січових стрільців, який незабаром перетворився в одну з найбоєздатніших частин Армії УНР.
- Старшинський з'їзд, Євген Коновалець посередині. Київ, 1918.
- Євген Коновалець — полковник Корпусу Січових стрільців. Київ, 1918.

У січні 1918 р. після проведення реорганізації Коновальця обрано командиром Куреня Січових Стрільців. У кінці січня — на початку лютого 1918 р. ці частини разом з Гайдамацьким кошем відзначились у ході протидії січневому заколоту та у боях проти більшовицьких військ (зокрема окупаційних російських) на підступах до міста. 1—2 березня 1918 стрілецькі частини спільно з Запорізьким Корпусом і Гайдамацьким кошем визволили від більшовиків Київ.
З приходом до влади гетьмана Павла Скоропадського полк Січових Стрільців 1 травня 1918 р. на вимогу німецького командування роззброїли та розформували. Євген Коновалець, залишившись у місті, разом з кількома старшинами здійснював організаційні заходи щодо створення нової стрілецької частини.
23 серпня 1918 року Коновалець отримав від П. Скоропадського дозвіл на формування Окремого Загону Січових Стрільців з осідком у Білій Церкві. На початку листопада через Дмитра Дорошенка, а згодом і особисто, вів переговори з гетьманом про умови надання національно-демократичними силами (у тому числі Січовими Стрільцями) підтримки гетьманському уряду та наголошував на недопустимості укладення федеративного союзу з Росією. Після підписання Скоропадським договору про федерацію Січові Стрільці підтримали Директорію УНР у повстанні проти влади гетьманського режиму та приєднались до військ Директорії в Мотовилівському бою.
Коновалець брав активну участь у зміцненні боєздатності республіканської армії. В 1918—1919 керував дивізією, корпусом і групою Січових Стрільців під час бойових операцій проти більшовицьких і денікінських військ. Був одним з довірених союзників Симона Петлюри, після сепаратного Зятківського договору УГА з білогвардійцями включно. Однак склав повноваження після укладення союзу 1920 року між Симоном Петлюрою і Юзефом Пілсудським.
- Симон Петлюра та Євген Коновалець на присязі січовиків. Старокостянтинів, 1919.
- Зліва направо: Євген Коновалець, Таїсія Юріїв, Іван Юріїв, Петро Пасіка, Михайло Матчак та невідомий водій. Шепетівка, жовтень 1919.
- Відвідини Євгеном Коновальцем штабу 11-ї дивізії Січових Стрільців (командир Роман Сушко), Шепетівка, серпень-вересень 1919. Зліва направо сидять: 2-й Михайло Матчак, далі Марко Безручко, Євген Коновалець, Роман Сушко, Юрій Отмарштейн.

### Після поразки визвольних змагань

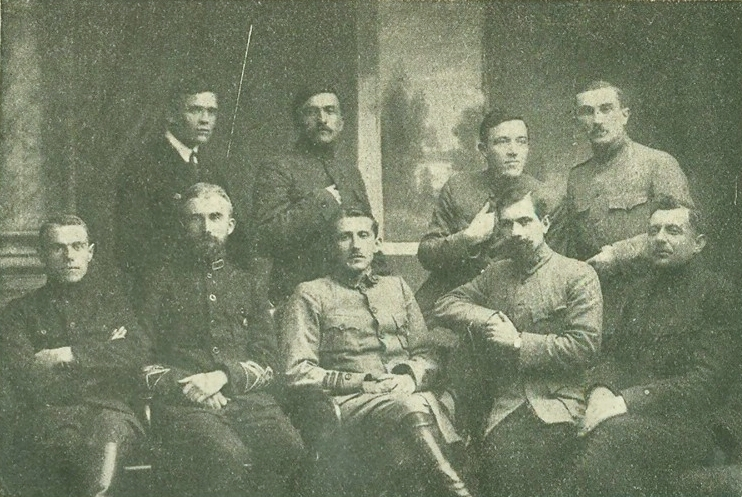
Штаб Січових Стрільців після розформування (1920): сидять зліва направо Михайло Матчак, Андрій Мельник, Євген Коновалець, Роман Сушко, Іван Даньків; стоять зліва направо Іван Андрух, Роман Дашкевич, Василь Кучабський, Ярослав Чиж

Після прийняття 6 грудня 1919 р. на нараді Головного отамана з представниками уряду та військовими керівниками УНР рішення про розформування українських регулярних частин, Коновалець видав наказ про самодемобілізацію підрозділів Січових Стрільців.
У листопаді 1919 р. Коновалець потрапив до табору для полонених у Луцьку. Навесні 1920 р., звільнившись з ув'язнення, перебрався в Чехо-Словаччину. Намагався у порозумінні з Симоном Петлюрою організувати з інтернованих бійців УГА, що перебували в Чехословаччині, і українських полонених з таборів у Італії військове формування та робив спроби організувати збройне підпілля на окупованих українських землях.
Після поразки Української революції 1917—1921 років не втратив віру в справу, якій присвятив все своє життя:
Поразка національно-визвольних змагань 1917—1921 рр. та чотиристороння окупація України спонукали Коновальця до пошуку нових методів боротьби за незалежність України. В цих обставинах у липні 1920-го здійснює заходи щодо створення принципово нової організації, яка б в умовах підпілля могла ефективно боротися проти окупаційних режимів. У серпні 1920 р. за безпосередньої участі Коновальця створено Українську Військову Організацію (УВО).
20 липня 1921 р. Коновалець повернувся до Львова і очолив Начальну Команду УВО. Був активним противником Другого зимового походу Армії УНР, вважаючи його безперспективним.

### Еміграція
Із грудня 1922-го року був змушений мешкати в еміграції у Чехо-Словаччині, Німеччині, Швейцарії та Італії.
- Литовський паспорт Євгена Коновальця. Музей УНР.
- Конференція Начальної Команди УВО. Зліва направо сидять: Володимир Бемко, Андрій Мельник, Євген Коновалець, Володимир Целевич, Ярослав Селезінка, Ярослав Індишевський; стоять: Петро Бакович, Юліян Головінський, Осип Рев'юк, Павло Меркун. Район Оліва у Гданську, березень 1923.
- Зліва праворуч. Стоять: Євген Коновалець, невідома, Зенон Кузеля, Ольга Кузеля, Ольга Коновалець, Омелян Сеник, Ріхард Ярий, Степан Федак-молодший. Сидять: невідома, Юліан Головінський, Ольга Яра. Берлін, 1927.

У листопаді 1927-го за його ініціативи на одній з нарад УВО було вирішено створити єдину революційно-політичну організацію, діяльність якої ґрунтувалася б на націоналістичній ідеології та поширювалась на всі українські землі. 28 січня — 3 лютого 1929 на конгресі у Відні було створено Організацію українських націоналістів (ОУН), головою проводу якої обрали Коновальця.
- Перший Конґрес Українських Націоналістів у Відні, 1929 рік. Сидять зліва направо 1 ряд: Юліан Вассиян, Дмитро Андрієвський, Микола Капустянський, Євген Коновалець, Микола Сціборський, Яків Моралевич, Володимир Мартинець, Микола Вікул. Стоять зліва направо 2 ряд: Іван Малько, Осип Бойдуник, Максим Загривний, Євген Зиблікевич, Петро Кожевників, Дмитро Демчук, Леонід Костарів, Олесь Бабій, Ріко Ярий, Михайло Антоненко, Зенон Пеленський. Стоять зліва направо 3 ряд : Юрій Руденко, Ярослав Барановський, Степан Охримович, Степан Ленкавський, Андрій Федина, Ярослав Герасимович, Теофіл Пасічник-Тарнавський, Олександр Згорлякевич
- Зліва-направо: Каленик Лисюк, Євген Коновалець, Іван Рудичів та Микола Сціборський. Париж, 1929.
- Зліва направо: Богдан Зелений, Євген Коновалець, В. Лазаркевич. Канада, 1929.

Наприкінці 1920-x — на початку 1930-х рр. Коновалець, організаційно зміцнивши УВО і ОУН, установив контакти з політичними колами Німеччини, Великої Британії, Литви, Іспанії, Італії та організував українські політично-інформаційні служби в багатьох політичних центрах Європи, залучив до співпраці з ОУН широкі кола української еміграції. Здійснив ряд заходів, внаслідок яких були створені осередки ОУН або споріднених організацій у Франції, Бельгії, Канаді, Маньчжурії. За його безпосередньою участю в Америці були засновані Громади українських стрільців, що поклали початок Організації державного відродження України в США і Українському національному об'єднанню в Канаді. З метою підготовки до майбутньої збройної боротьби за незалежність України за дорученням Коновальця було сформовано військовий штаб та укомплектовано школи з підготовки старшинських кадрів для української армії в Польщі, Чехо-Словаччині, Австрії.
- Нарада у Празі, червень 1930. Зліва направо: Зенон Пеленський, Осип Бойдуник, Осип Рев'юк, Юліан Головінський, Омелян Сеник, Євген Коновалець, Леонід Костарів, Зиновій Книш.
- Євген Ляхович, Євген Коновалець, Володимир Мартинець, Микола Сціборський, Ірина Мартинець. Женева, 1933 рік.

Діяльність Коновальця з розбудови ОУН, намагання поставити українське питання у Лізі Націй, постійні заходи з налагодження націоналістичного підпілля в УРСР викликали занепокоєння у більшовицького керівництва в Москві.

### Загибель
Протягом 1920-х років відбулося декілька замахів на Євгена Коновальця. Їх намагалися здійснити різні агенти радянських спецслужб. 1933-го розпочалася реалізація останньої операції з убивства Провідника під кодовою назвою «Ставка», яку розробляли у Москві під особистим наглядом Йосипа Сталіна. Виконавцем замаху став агент радянської служби зовнішньої розвідки Павло Судоплатов.
Про спецоперацію інформували особисто Йосипа Сталіна. У листопаді 1937-го Сталін прийняв Судоплатова й поставив задачу розробити план «нейтралізації» керівництва ОУН. За тиждень у Кремлі Судоплатов доповів план Сталіну, керівнику НКВС Єжову та голові ЦВК УРСР Петровському. Останній заявив, що Коновальцю заочно винесено смертний вирок.

Перша шпальта газети «Свобода» про вбивство Євгена Коновальця.

23 травня 1938 р. Коновалець був убитий у Роттердамі в результаті цієї спецоперації. Вбивство Коновальця виконав Павло Судоплатов (пізніше — керівник розвідувально-диверсійного управління НКВС СРСР, генерал КДБ). Він зумів увійти в довіру до Коновальця, який вірив в існування в СРСР міцного підпілля. Це «нелегальне угрупування» й презентував, згідно з «легендою», Судоплатов під псевдонімом «Павлусь Валюх». Судоплатов передав у Роттердамі в кафе готеля «Атланта» вибухівку, замасковану під коробку цукерок з українським орнаментом як подарунок «від друзів». Після того як коробка була перевернута у горизонтальне положення, вона вибухнула.
Поховано Євгена Коновальця на цвинтарі Кросвейк. Віддаючи шану, могилу часто відвідують українці, відбуваються урочисті заходи пам'яті за участі українських дипломатів та військовиків.

## Нагороди
15 липня 1968 року Євгену Коновальцю присвоєний Воєнний хрест (посмертно).
3 лютого 2021 року на сайті Офіційного інтернет-представництва Президента України з'явилася петиція про присвоєння Євгену Коновальцю звання «Герой України», яка не набрала достатньої кількості голосів.

## Почесні звання
- Почесний громадянин Борислава
- Почесний громадянин Тернополя
- 2011 року рішенням Бориславської міської ради надано звання «Почесний громадянин Борислава» (посмертно)[14].

## Вшанування пам'яті

### Україна

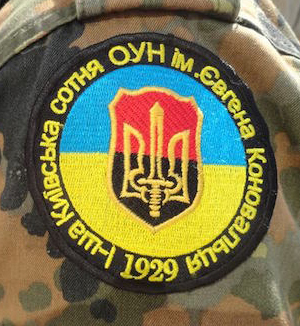
1-а Київська сотня ім. Євгена Коновальця добровольчого батальйону ОУН

Пам'ятна монета НБУ, 2021

- На честь Дня народження Євгена Коновальця на його малій Батьківщині у селі Зашків Жовківського району Львівської області проводиться національно-патріотичний фестиваль «Зашків — земля героїв»[15]. Також у Зашкові є пам'ятник Євгену Коновальцю, а в будинку, де він мешкав, відкрито музей[16][17].
- У низці міст України є вулиця Євгена Коновальця. Зокрема у Києві, Білій Церкві, Львові, Івано-Франківську, Дрогобичі, Стрию, Долині, Тернополі, Луцьку, Рівному, Кам'янці-Подільському, Конотопі, Дніпрі, Любомлі, Полтаві, Житомирі та Ізюмі.
- 14 жовтня 1997 — відкрили пам'ятник Євгену Коновальцю в Моршині.
- 10 січня 2010 — відкрили пам'ятник Євгену Коновальцю в селі Старі Кути на Прикарпатті.
- 21 жовтня 2012 — в Івано-Франківську урочисто відкрили пам'ятник Євгену Коновальцю.
- 19 жовтня 2014 — в місті Калуші відбулося урочисте відкриття та освячення пам'ятної дошки Євгену Коновальцю на вулиці його імені
- В селі Воля-Задеревацька на одній з білокам'яних стел на алеї борців за незалежність України знаходиться бронзовий барельєф Євгена Коновальця.
- Меморіальна бронзова дошка з його барельєфом прикрашає стіну одного з будинків у Львові.
- В Івано-Франківську меморіальна дошка з барельєфом Коновальця висить на стіні одного з будинків на вулиці, названій на його честь.
- У Києві середня школа № 263 названа на честь Євгена Коновальця.
- На його честь названо Військову школу імені Євгена Коновальця — спеціалізовану школу з підготовки сержантського та старшинського складу, яка функціонує в рамках полку НГУ «Азов».
- 22 січня 2017 року в Києві по вулиці Січових Стрільців, 24, де у 1918 році були касарні Січових стрільців, відкрита меморіальна дошка. Автор композиції — скульптор Олександр Михайлицький[18].
- 22 січня 2018 року у Хмельницькому відкрито меморіальну дошку Євгену Коновальцю. Її було встановлено на будівлі, де певний час перебувала Пресова Квартира Січових стрільців і видавався часопис «Стрілецька думка»[19].
- 18 червня 2019 року на пам'ятнику придушенню заколоту робітників заводу Арсенал у Києві встановлена нова таблиця на постаменті, яка повідомляє, що монумент присвячено українським військовим, які придушили більшовицький заколот на заводі «Арсенал», зокрема, під командуванням Євгена Коновальця[20].
- 6 вересня 2019 року у Рівному відбулося офіційне відкриття меморіальної дошки[21].
- У грудні 2020 року у Полтаві було відкрито пам'ятну дошку[22].
- 9 червня 2021 року Національний банк України ввів в обіг пам'ятну монету «Євген Коновалець»[23].
- 1 жовтня 2023 року 131-му окремому розвідувальному батальйону Сухопутних військ ЗСУ присвоєно почесне найменування «імені полковника Євгена Коновальця».[24]

### Литва
- 6 грудня 2012 — у місті Каунасі на будинку по алеї Свободи (лит. Laisvės al. 34), в якому часто бував Коновалець, відкрито меморіальну дошку[25].
- В 2018 році була заснована пам'ятна медаль Євгена Коновальця, присвячена 100-річчю відновлення державності Литви та 80-й річниці смерті першого очільника ОУН. Відзнакою були нагороджені і громадяни України, один з них, боець 1-ї Київської Сотні ОУН ім. Євгена Коновальця та Батальйону ОУН Владислав Попович.[26]

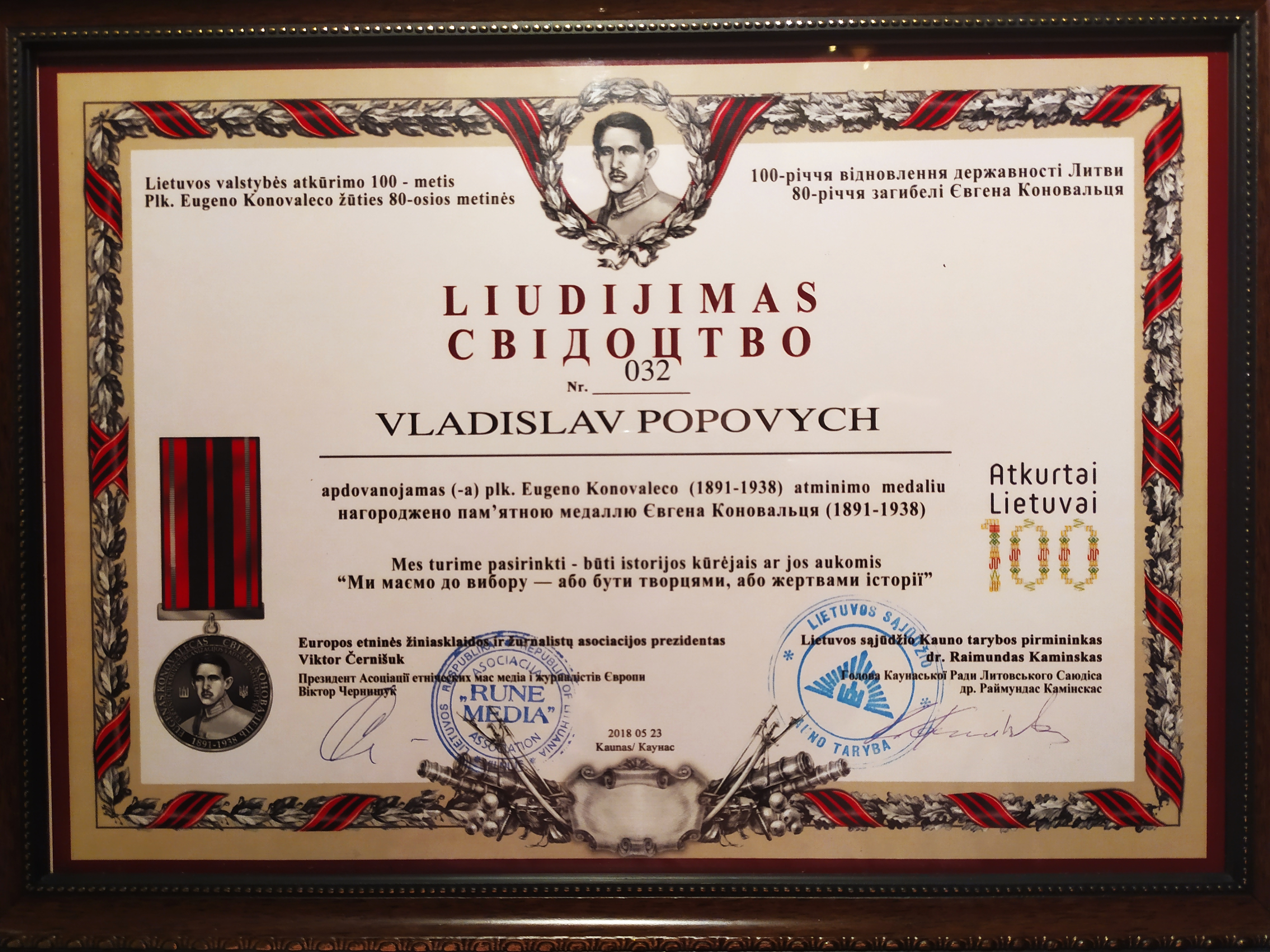
Пам'ятна медаль Євгена Коновальця
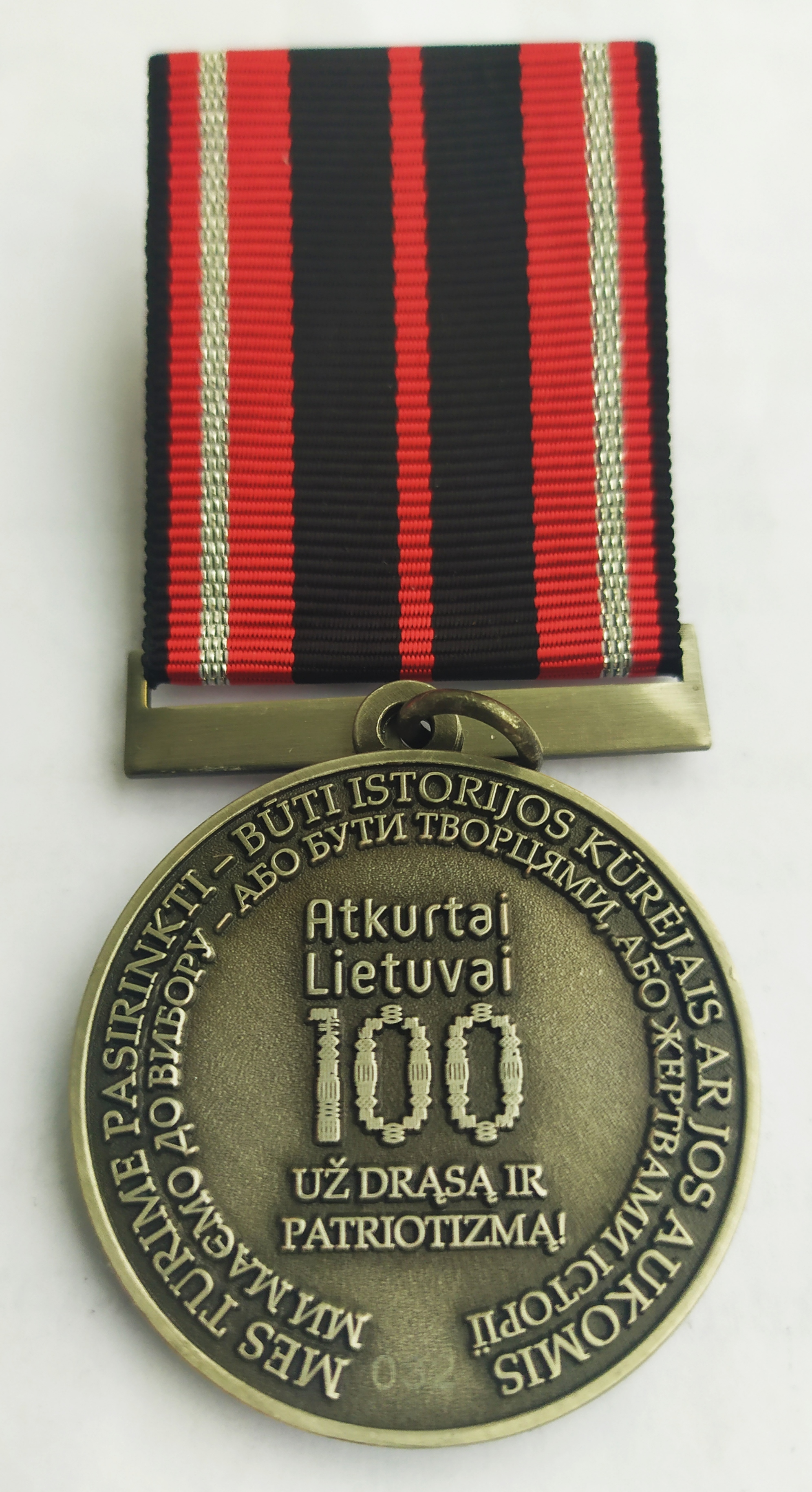
Пам'ятна медаль Євгена Коновальця. Литва
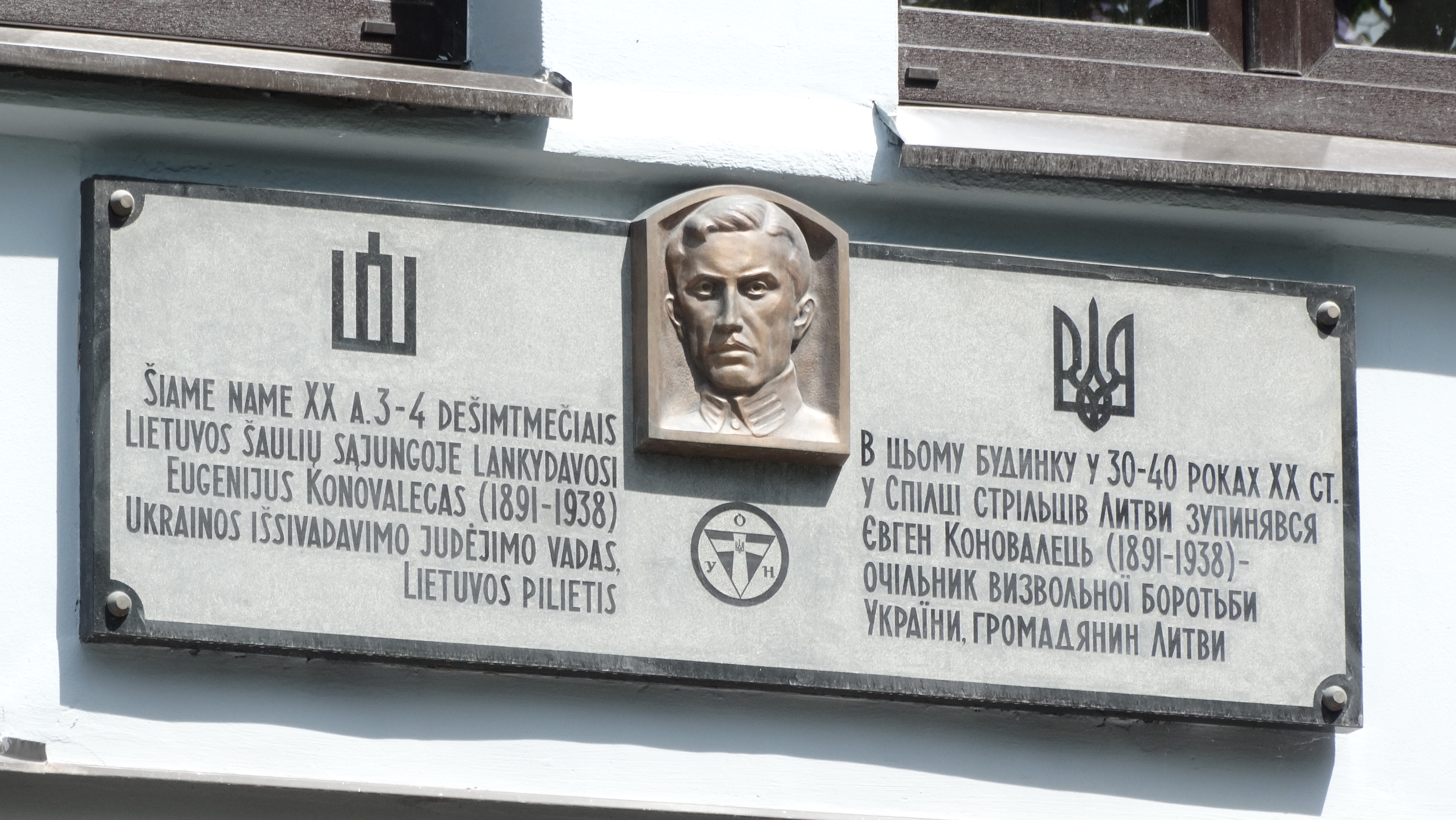
Пам'ятна дошка Коновальцю у місті Каунас

### У літературі
- Коновалець є одним з героїв роману «Країна Ірредента» Романа Іваничука.
- Біографія викладена у книзі Ігоря Дерев'яного «Сила волі. Євген Коновалець».
- Рікардо Бондіолі присвятив йому книгу «Україна, історія й душа великого народу» (італ. Ucraina, la storia e l'anima di un grande popolo, 1939).

### У кіно
2018 року творчою групою Литовського суспільного телебачення на основі архівних матеріялів розпочато зйомки документального фільму про засновника Організації українських націоналістів, провідника Української військової організації Євгена Коновальця. У стрічці буде використано фрагменти інтерв'ю істориків, громадських та політичних діячів. Зніматимуть на території Литви, а також у Львові та Києві.

## Галерея

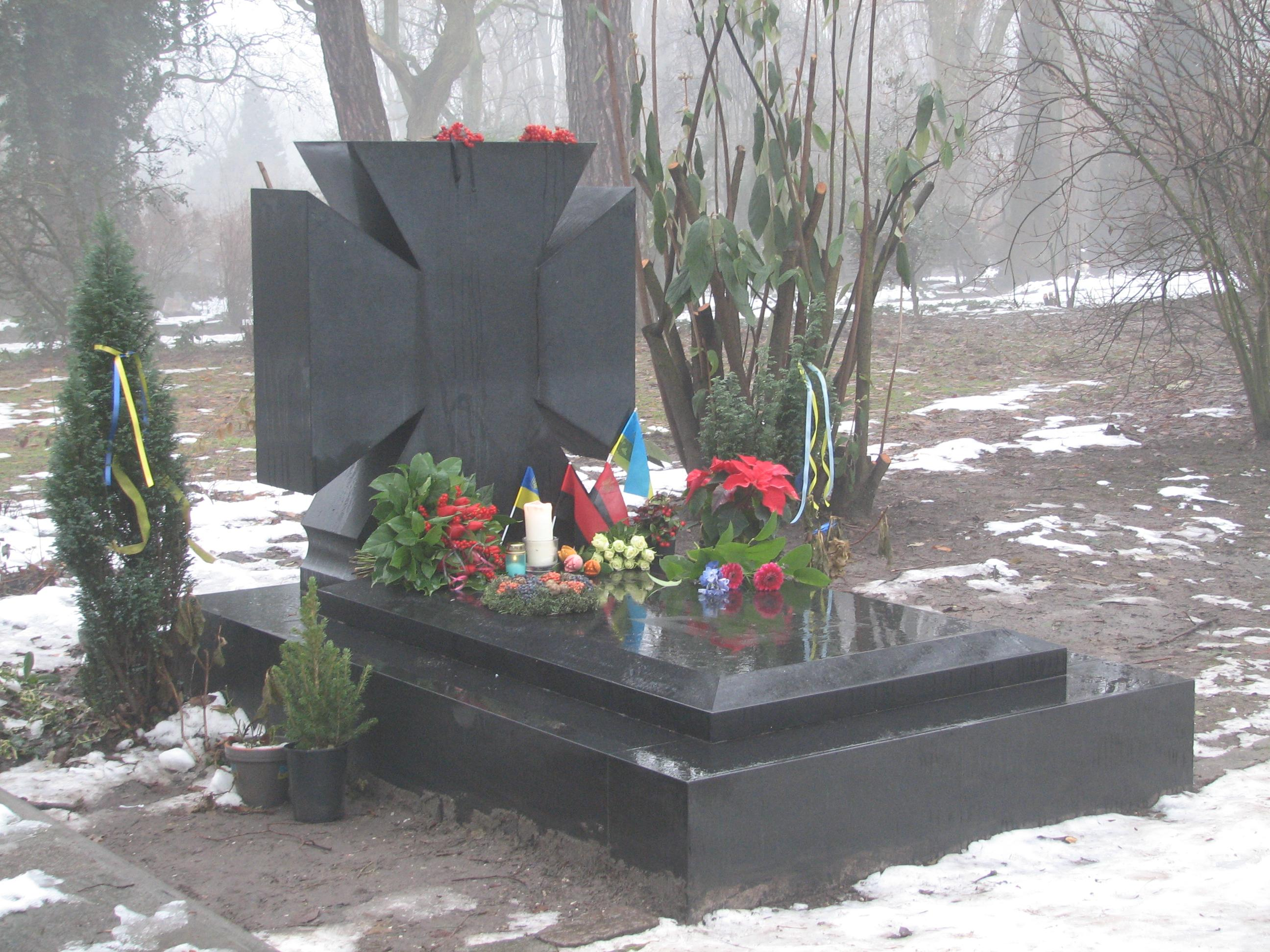
Могила Євгена Коновальця на цвинтарі «Кросвейк»
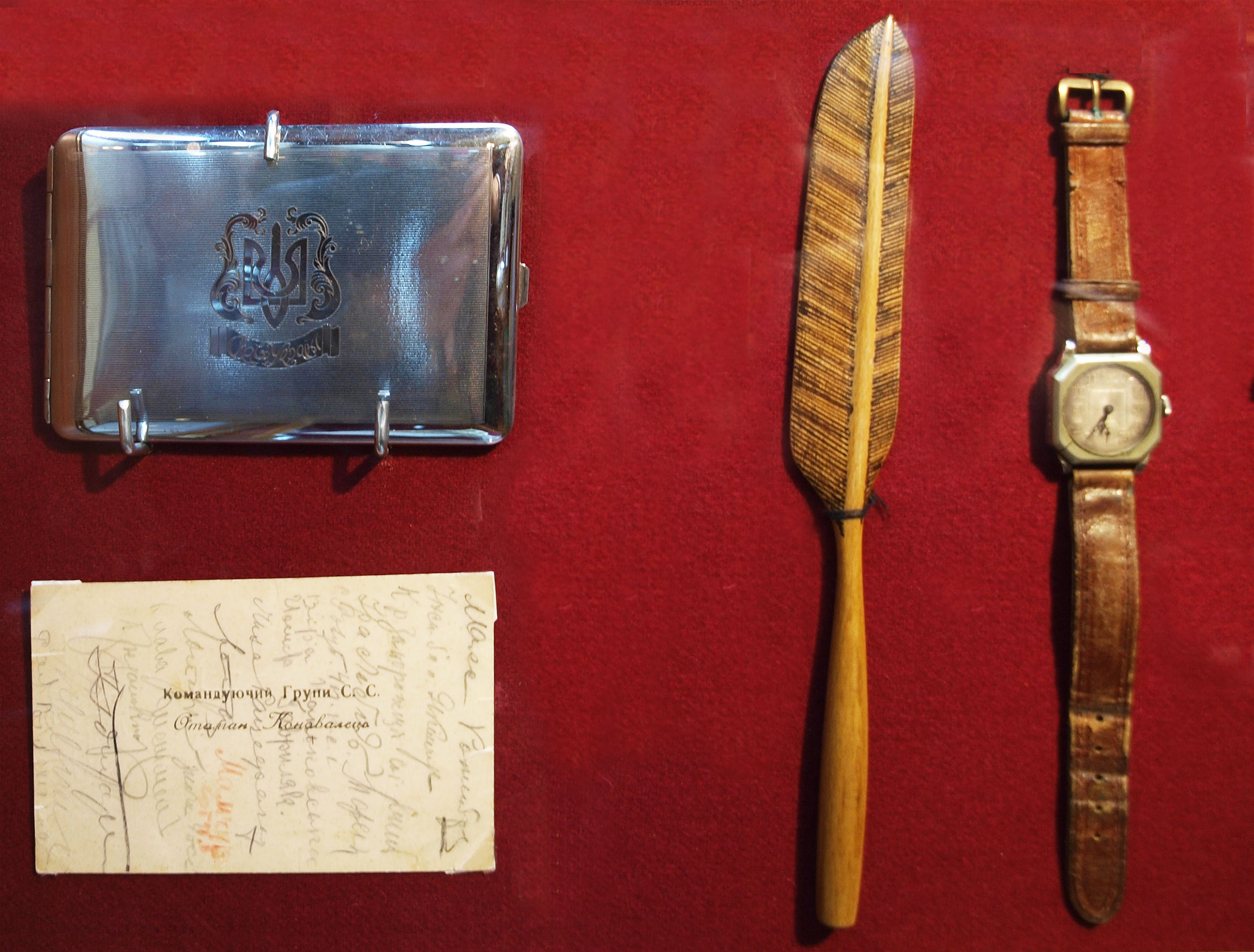
Особисті речі Євгена Коновальця у Музеї УНР
Меморіальна дошка Євгену Коновальцю на вул. Січових Стрільців, 24
Пам'ятник Євгену Коновальцю в Івано-Франківську
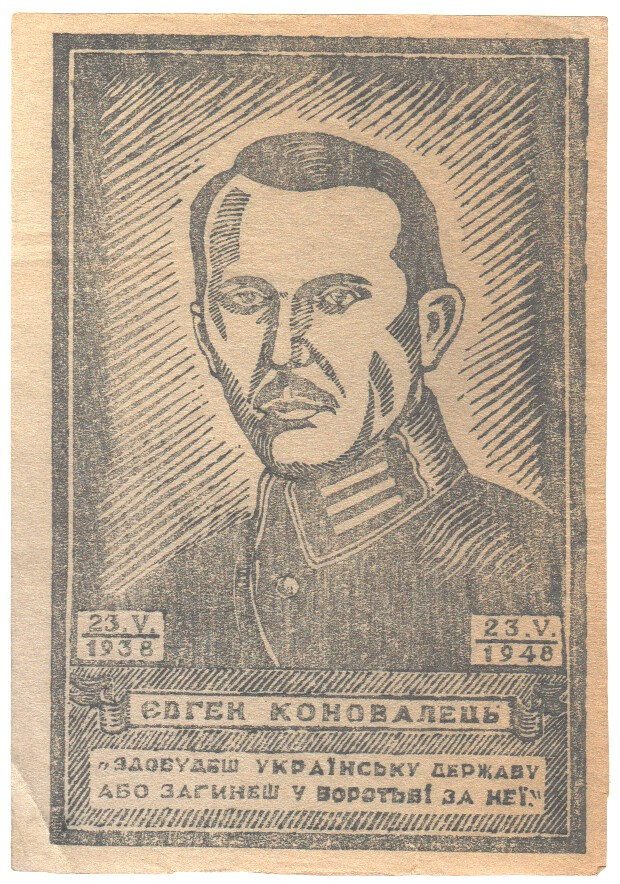
Пам'ятна листівка ОУН присвячена Євгену Коновальцю. Друкарня ОУН імені Яр. Старуха, 1948 р.